# Lotte (poisson)
Ne doit pas être confondu avec le terme homophone, 
« lotte », utilisé en cuisine pour la baudroie commune, un poisson de mer.
Lota lota
Genre
Espèce
Statut de conservation UICN

 LC  : Préoccupation mineure
La lotte [lɔt] (Lota lota),, orthographiée aussi Lote ou Lote de rivière en France ou Loche au Québec , est une espèce de poissons de rivières et de lacs de la famille (selon les classifications) des lotidés ou des gadidés (merlu, etc.). Il dispose de nombreux noms vernaculaires parmi lesquels loche, barbot, mostelle, mustèle, dont certains sont aussi ambigus. C'est la seule espèce de son genre Lota.
On la trouve dans les eaux fraîches et claires des lacs (Léman, Annecy, Bourget, Saint-Jean) et des rivières, parfois dans des eaux saumâtres.
Son cycle hivernal de reproduction conduit des populations de l'espèce vers des habitats riverains. Sa couleur varie du jaune au brun. Elle mesure en moyenne 55 cm pour un poids moyen de 950 g.
C'est une espèce peu connue du grand public, qui a disparu d'une partie importante de son aire potentielle de répartition et qui a fait l'objet de tentatives de réintroduction. Autrefois commune dans les bassins du Rhin, du Rhône et de la Saône, l’espèce est en régression du fait de la disparition de ses zones de fraie ainsi que du réchauffement climatique.
La lotte (Lota lota) ne doit pas être confondue avec la lotte de mer, qui est le nom commercial de la queue de la baudroie.

## Description
Elle a un corps allongé et rond qui peut atteindre 150 cm, une tête plate, pour un poids qui peut atteindre 4 kg. Elle a une peau grise marbrée de jaune, couverte de minuscules écailles et enduite d'une matière gluante qui rend la lotte aussi difficile à saisir qu'une anguille.

## Habitat
La lote est un poisson d'eau douce, présent dans tout l'hémisphère nord aux latitudes supérieures à 40° N. En Eurasie, les populations sont continues de la France au détroit de Béring ; en Amérique du Nord on la rencontre de la péninsule de Seward en Alaska jusqu'au Nouveau-Brunswick sur la côte atlantique ; elle est fréquente dans le lac Érié et dans certains autres Grands Lacs. Une population anadrome existe dans les eaux saumâtres de la mer Baltique.
La lotte préfère les eaux fraîches de larges rivières ou de lacs. Elle fréquente les fonds sableux ou vaseux principalement, les graviers et les rochers.

## Mode de vie
C'est un poisson de fond, benthique, et surtout nocturne.

## Alimentation
La lotte se nourrit principalement de vers, de larves d'insectes, d'alevins, d'œufs de poissons et de crustacés. C'est un poisson fouilleur à la mandibule inférieure munie d'un barbillon (filament tactile). C'est aussi un prédateur qui attaque d'autres poissons de fond.

## Reproduction
Sa capacité de survie est grande et la production d'œufs énorme, certaines femelles pondent plus d'un million d'œufs. Les alevins constituent une partie très importante de la consommation alimentaire de la truite.

## État de conservation
Dans les années 1960-1970, la lotte était considérée en France, à tort, comme une espèce « nuisible envahissante » et des pêches électriques de destruction étaient organisées par le Conseil supérieur de la pêche :
- Compte-rendu de la pêche électrique du 26 avril 1972 dans la rivière Othain, entre Spincourt et Nouillonpont (sauvetage du poisson resté dans les méandres, après curage et redressement du cours d'eau)[9].
- Pêche électrique de destruction d'espèces nuisibles et envahissantes, les 12-13 septembre 1967 dans la Wiseppe[10]

Depuis le début de l'année scolaire 2020-2021, le lycée Olivier Guichard de Guérande (Nantes-Terre-Atlantique) a lancé un programme d'élevage de la Lotte de rivière.
https://pollen.chlorofil.fr/toutes-les-innovations/monparam/3641/

## Gastronomie
La lotte est un mets particulièrement recherché pour son goût très fin. Elle peut notamment être le principal ingrédient d'un rôti de poisson. Le foie de lotte poêlé est aussi délicieux et possède un goût proche du foie gras, parfait pour agrémenter une salade. Néanmoins, il convient d'ouvrir la fenêtre pendant la cuisson, car l'odeur ressemble à l'huile de foie de morue.

## Taxinomie
Lota lota est la seule espèce du genre Lota. Celui-ci a été créé par Georges Cuvier sous la forme Lotte, mais c'est Lorenz Oken qui l'a latinisé et qui peut être considéré comme son créateur. Par contre, le nom d'espèce lota avait déjà été créé par Linné en 1758 mais classé dans un autre genre.